# Lotus Baby
Lotus Baby est une marque commerciale de Essity (division de SCA).
Elle propose des produits destinés aux nourrissons et aux enfants qui accèdent à la propreté : couches-culottes, carrés de coton, lingettes.

## Historique
D'origine suédoise, SCA est leader sur le marché des couches-culottes en Scandinavie avec sa marque Libero.

### 1971 - 1999: Peaudouce
SCA a été présente entre 1988 et 1999 sur le marché des couches-culottes en France avec le rachat de Peaudouce à  Bernard Arnault puis sa revente à Kimberly Clark en 1996.
Peaudouce disparaît en 1999 du paysage européen mais continue à être actuellement vendue dans d'autres pays comme la Tunisie.

### 2017: retour de SCA sur le marché français
La marque Lotus Baby est créée en 2017.
Le retour en France de SCA sur le marché des couches-culottes est opéré en 2017. Plusieurs facteurs peuvent expliquer ce retour :
- Le marché est mature et porteur : la France occupe la deuxième place européenne au classement du taux de natalité,
- Mis à part Pampers, aucune marque nationale n'est disponible sur le marché de la couche-culotte : Huggies via Pull-Ups s'est concentré sur les culottes d'apprentissage pour les nourrissons de plus de 8 kg.

## Informations financières
La marque annonce un chiffre d'affaires de 8,2 Millions d'Euros réalisé lors de son lancement (janvier à juin 2017).

## Gamme de produits
Les produits proposés en France métropolitaine sont des couches et culottes d'apprentissage jetables ainsi que des carrés de coton et lingettes.